# Förarintyg för fritidsbåt

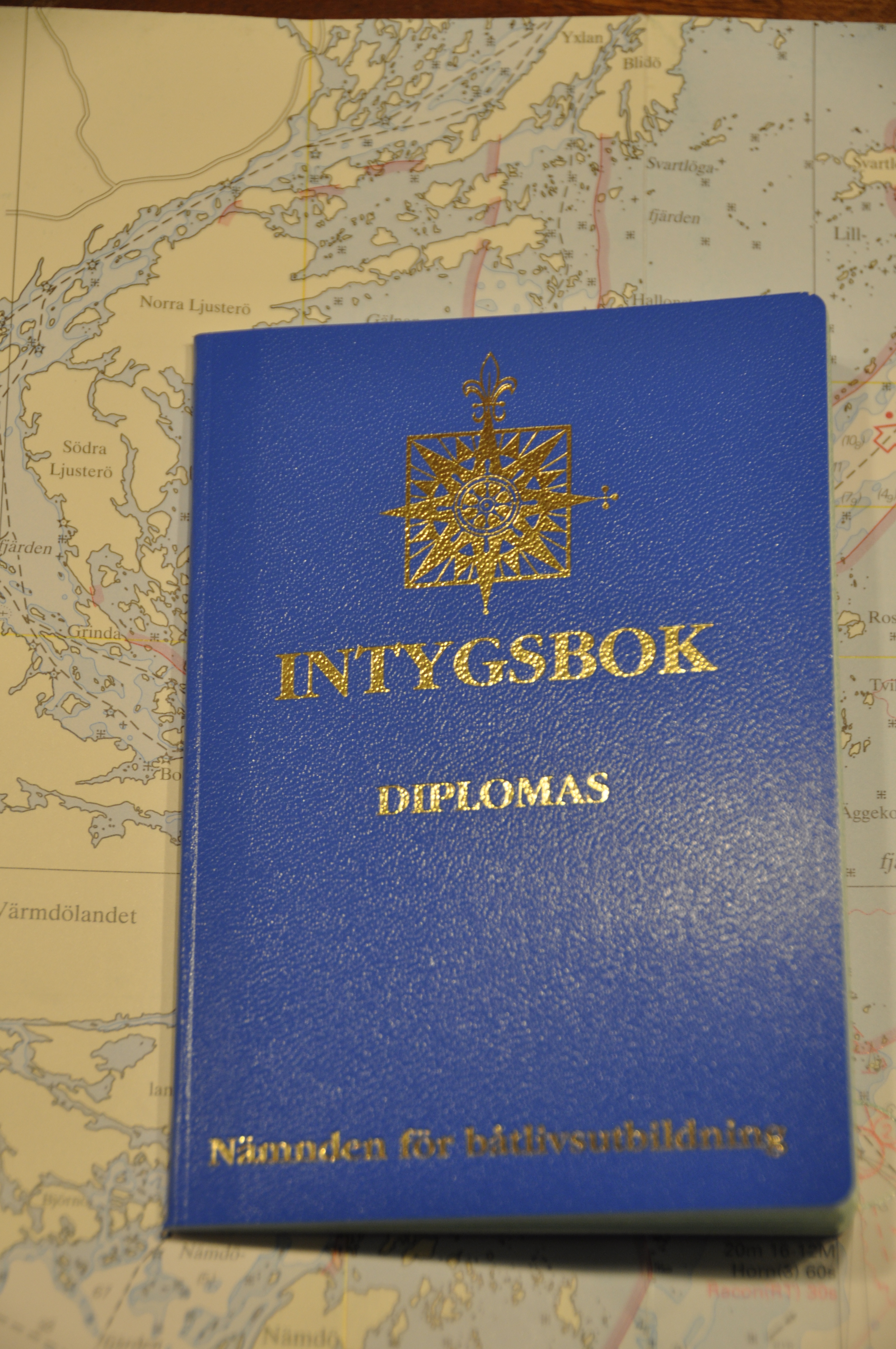
Intygsbok, Nämnden för båtlivsutbildning

Förarintyg för fritidsbåt, ibland benämnt skärgårdsskepparexamen eller förarbevis , är i Sverige en nautisk icke professionell examen i bland annat navigation och säkerhet till sjöss. Till skillnad från kustskepparintyg ger förarintyget ingen särskild behörighet. Innehav av förarintyg är dock ett krav för att kunna ta kustskepparintyg.
Det svenska förarintyget regleras av Nämnden för båtlivsutbildning, som fastställer kursinnehållet och auktoriserar förhörsförrättarna. Intyget förutsätter 12 års ålder senast vid årets slut.
Förarintyget är "ett intyg om att innehavaren vid prövning visat sig ha teoretiska kunskaper om för att föra fritidsbåt inomskärs och i skyddade vatten, i första hand i dagsljus och goda siktförhållanden samt hur man visar gott sjömanskap." Intyget innebär inte någon behörighet men kan till exempel sänka försäkringspremien eller krävas av den som vill hyra större båt. Förarintyget är också en förutsättning för kustskepparintyg, som ger behörighet att framföra fritidsskepp, det vill säga stora nöjesfarkoster.
Kurser anordnas i olika former av en mängd olika aktörer. Förutom normala kurser erbjuds distanskurser och kurser i samband med seglatser i Sverige och utomlands.